# Garsàuria
Garsàuria, (en llatí Garsauria, en grec antic Γαρσάουρια) era una de les estratègies o districtes de la província romana de Capadòcia que va prendre el nom de la seva capital, la petita ciutat de Garsaura (en grec Γαρσάουρα), segons Estrabó, Plini el Vell i Claudi Ptolemeu.